# Majorn
Majorn är en ö i Finland. Den ligger i sjön Larsmosjön och i kommunen Larsmo i den ekonomiska regionen  Jakobstadsregionen  och landskapet Österbotten, i den centrala delen av landet, 400 km norr om huvudstaden Helsingfors. Öns area är 0,4 hektar och dess största längd är 100 meter i nord-sydlig riktning.